# Iwaichi Fujiwara

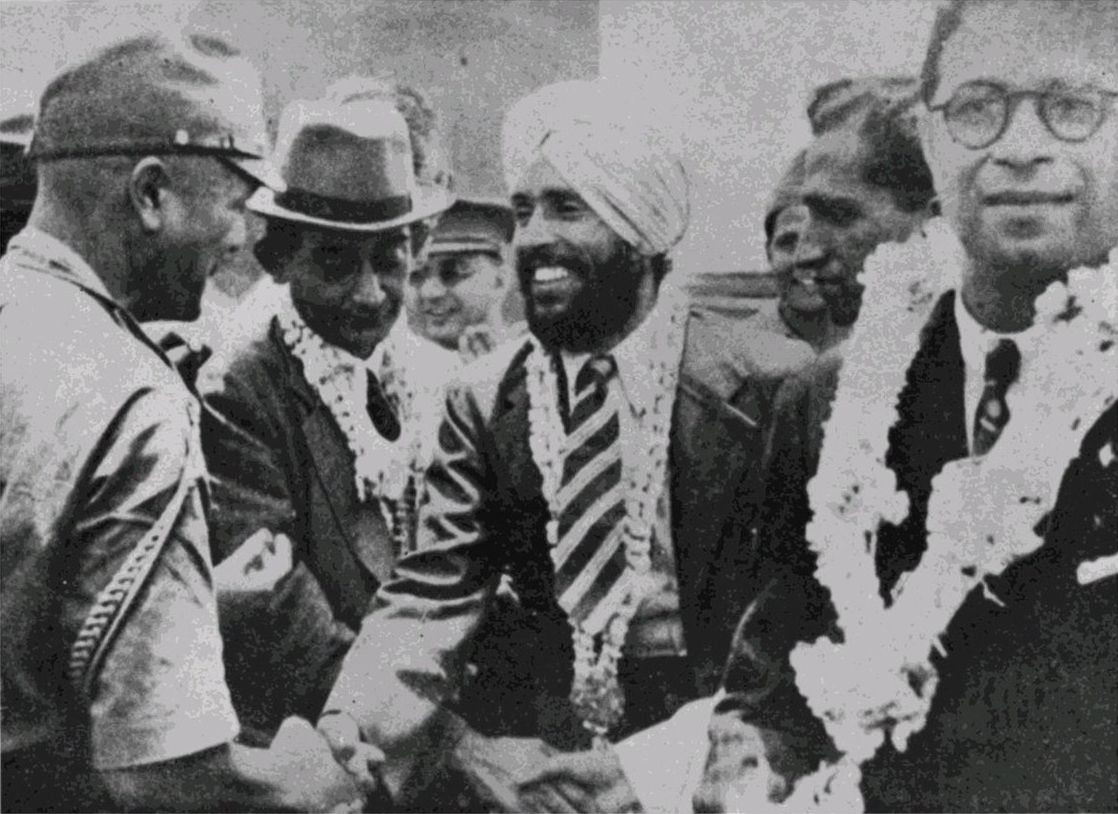
Le major Fujiwara salue le capitaine Singh de l'armée nationale indienne en avril 1942.

Iwaichi Fujiwara (藤原 岩市), né le 1er mars 1908 et décédé à l'âge de 77 ans le 24 février 1986, est un officier de l'armée impériale japonaise durant la Seconde Guerre mondiale, puis un général de division de la force terrestre d'autodéfense japonaise de 1954 à 1964.

## Biographie
Né à Tsuma (ja) (津万村), district de Taka, dans la préfecture de Hyōgo (depuis 1952 Nishiwaki), Fujiwara sort diplômé de la 43e classe de l'académie de l'armée impériale japonaise en 1931 et est assigné au 37e régiment d'infanterie. Après un temps à Tianjin en Chine, il entre à l'école militaire impériale du Japon et sort diplômé de la 50e classe en 1938, puis est assigné à la 21e armée.
En 1939, Fujiwara est transféré dans l'unité de renseignement militaire de l'État-major de l'armée impériale japonaise, chargé de la planification des opérations en Asie du Sud et du Sud-Est. Il se rend à Bangkok en 1941, et rejoint le groupe d'armées expéditionnaire japonais du Sud en tant que chef d'État-major la même année. En 1941, Fujiwara fonde l'unité spéciale F Kikan qui a pour objectif de développer et d'apporter du soutien aux mouvements indépendantistes en Inde britannique, en Malaisie britannique, et dans les Indes orientales néerlandaises. En 1943, Fujiwara et son unité sont transférés dans la 15e armée. La F-Kikan a grandement aidé à la création de l'armée nationale indienne.
Connaissant la tradition de résistance aux Néerlandais dans la province d'Aceh au Nord de Sumatra, Fujiwara reçoit l'ordre d'entrer en contact avec ces mouvements d'indépendance afin de préparer l'invasion japonaise des Indes néerlandaises. L'un de ses premiers contacts est Sahid Abu Bakar, un enseignant de religion vivant à Kedah et qui l'aide à recruter des membres pour collecter des renseignements, sécuriser les approvisionnements, diffuser la propagande pro-japonaise, et d'entraver la campagne néerlandaise de sabotage des infrastructures locales. Il entre également en contact avec le groupe PUSA, l'organisation islamiste nationaliste d'Aceh, pour commencer une rébellion armée. La nuit du 11 mars 1942, l'unité F Kikan et le groupe PUSA capturent la capitale locale, Banda Aceh. Ainsi, lorsque la division de la garde impériale japonaise débarque le matin suivant, la ville est déjà entre les mains japonaises.
Fujiwara sert ensuite comme officier de renseignements en Birmanie. Il topographie une grande partie du Nord du pays afin de préparer l'opération U-Go, l'offensive sur l'Inde qui tourne au désastre et presque tout l'État-major local est transféré, bien que Fujiwara ait été le dernier à être réassigné autre part en décembre 1944.
Après son rappel au Japon, Fujiwara enseigne à l'école militaire impériale pendant un an, puis est transféré sur le front en tant que chef d'État-major de la 2e armée en avril 1945 puis de la 57e armée en juin 1945. Il est basé à Singapour à la fin de la guerre.
Fujiwara est l'un des officiers de l'armée impériale japonaise à faire la transition vers la force terrestre d'autodéfense japonaise qu'il commande en 1955, puis la 1re division (Tokyo) en 1956, avant sa retraite en tant que général de division en 1964.
Plus tard, Fujiwara écrit le livre F. Kikan : Les opérations de renseignements japonais en Asie du Sud-Est durant la Seconde Guerre mondiale dans lequel il se décrit lui-même comme le « Lawrence d'Arabie d'Asie du Sud-Est ».